# Bierberg (Kalefeld)
Der Bierberg ist ein knapp 267,5 m hoher Berg bei Kalefeld im Landkreis Northeim im südlichen Niedersachsen.

## Lage
Er liegt südlich von Kalefeld und Echte. Außerdem liegt er nördlich von Imbshausen und östlich von Eboldshausen. Westlich am Berg vorbei führt die Bundesautobahn 7, wo ein Autobahnparkplatz nach ihm benannt ist, und östlich führt die B 248 vorbei, und nördlich die B 445 sowie die Aue.

## Geschichte

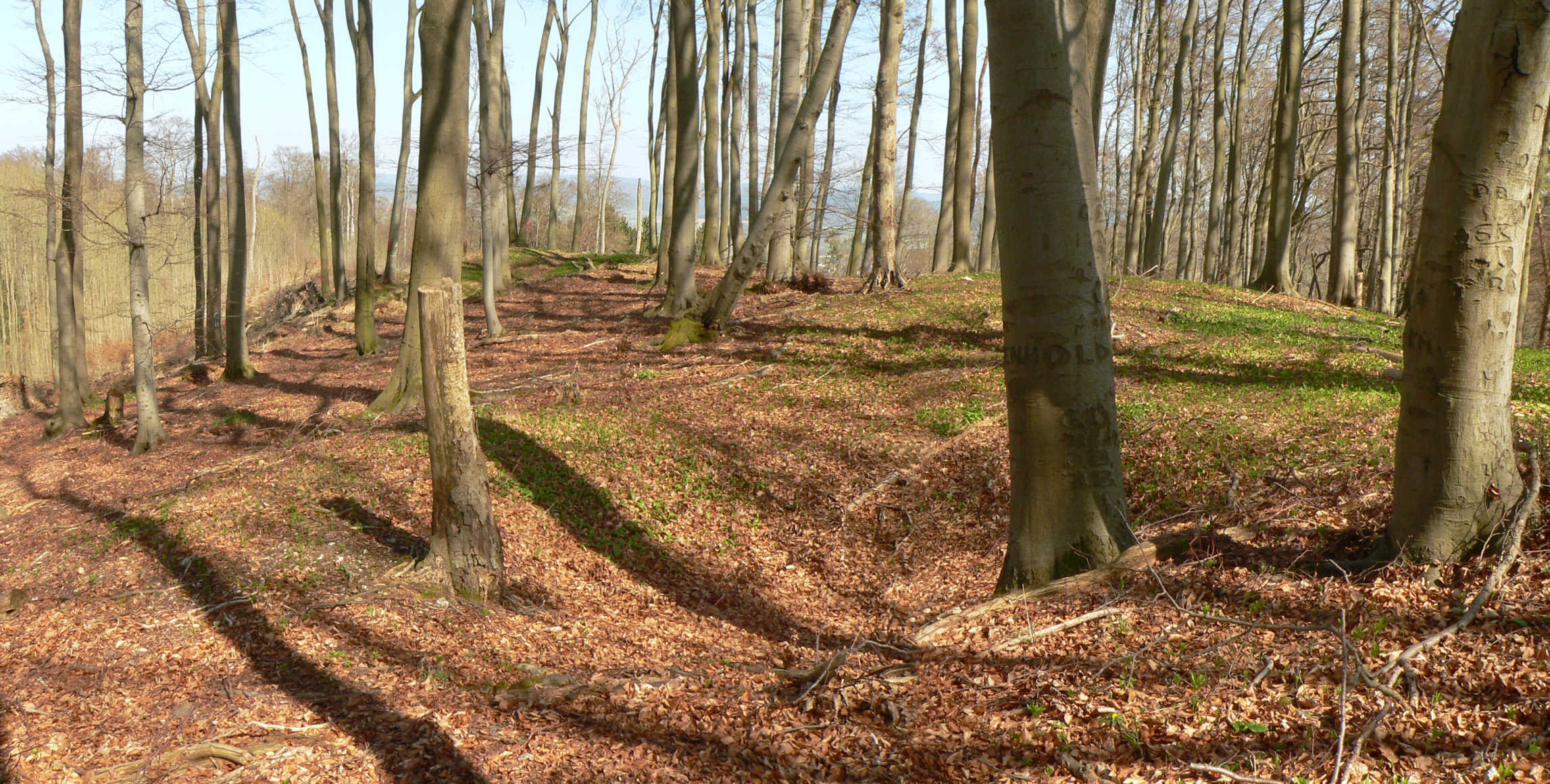
Kuppe des Bierberges mit dem Plateau der Bierburg

Im Frühen Mittelalter befand sich auf der Kuppe des Berges vermutlich die Bierburg, die sich noch heute als Bodenunebenheit abzeichnet.
Hier verlief die Northeimer Landwehr. Am Durchlass der Landwehr wurde die Fuhrmannskneipe Schnedekrug errichtet.
Im Oktober 1545 kam es hier im Vorfeld des Schmalkaldischen Krieges zu einem Aufeinandertreffen gegnerischer Truppen in einer Stärke von je mehr als 10.000 Mann, obwohl Moritz (Sachsen) noch versuchte zu vermitteln. Landgraf Philipp I. (Hessen), dessen Verbündeter Ernst III. (Braunschweig-Grubenhagen) war, hatte vom Bierberg aus die bessere Position und konnte den katholischen Heinrich II. (Braunschweig-Wolfenbüttel) festnehmen, als dieser auf Treu und Glauben zu Gesprächen in sein Heerlager kam. Trotz Vermittlungsbemühungen seines Verbündeten Hilmar von Münchhausen wurde er zusammen mit seinem Sohn in Ziegenhain festgesetzt und kam erst 1547 wieder frei.